# Československá hokejová reprezentace v sezóně 1933/1934
Československá hokejová reprezentace v sezóně 1933/1934 sehrála celkem 6 zápasů.

## Přehled mezistátních zápasů
| Pořadí | Datum            | Soupeř         | Výsledek                    | Soutěž                 | Místo utkání |
| ------ | ---------------- | -------------- | --------------------------- | ---------------------- | ------------ |
| 83.    | 9. prosince 1933 | Rakousko       | 5:0 (1:0, 2:0, 2:0)         | přátelsky              | Praha        |
| 84.    | 4. února 1934    | Velká Británie | 1:2 (1:0, 0:1, 0:1)         | Mistrovství světa 1934 | Milán        |
| 85.    | 5. února 1934    | Maďarsko       | 1:0 (0:0, 0:0, 1:0)         | Mistrovství světa 1934 | Milán        |
| 86.    | 6. února 1934    | USA            | 0:1 (0:0, 0:1, 0:0)         | Mistrovství světa 1934 | Milán        |
| 87.    | 7. února 1934    | Rakousko       | 4:0 (0:0, 1:0, 3:0)         | Mistrovství světa 1934 | Milán        |
| 88.    | 9. února 1934    | Německo        | 0:1pp (0:0, 0:0, 0:0 – 0:1) | Mistrovství světa 1934 | Milán        |

## Bilance sezóny 1933/34
| Soupeř         | Zápasy | Výhry | Remízy | Prohry | Skóre |
| -------------- | ------ | ----- | ------ | ------ | ----- |
| Maďarsko       | 1      | 1     | 0      | 0      | 1:0   |
| Německo        | 1      | 0     | 0      | 1      | 0:1   |
| Rakousko       | 2      | 2     | 0      | 0      | 9:0   |
| USA            | 1      | 0     | 0      | 1      | 0:1   |
| Velká Británie | 1      | 0     | 0      | 1      | 1:2   |
| Celkem         | 6      | 3     | 0      | 3      | 11:4  |

## Další zápas reprezentace
| Datum          | Soupeř           | Výsledek            | Soutěž    | Místo utkání |
| 21. ledna 1934 | Československo B | 5:2 (2:2, 1:0, 2:0) | přátelsky | Praha        |

## Přátelský mezistátní zápas
Československo –  Rakousko 5:0 (1:0, 2:0, 2:0)
9. prosince 1933 – Praha

Branky Československa: 8. Jaroslav Císař, 22. Josef Maleček, 28. Oldřich Kučera, 36. Jiří Tožička, 39. Jiří Tožička

Rozhodčí: Antonín Porges (TCH)
ČSR: Jan Peka – Wolfgang Dorasil, Jaroslav Pušbauer – Jiří Tožička, Josef Maleček, Karel Hromádka – Jaroslav Císař, Oldřich Kučera, Tomáš Švihovec.
Rakousko: Karl Ördögh – Albert Trappl, Jacques Dietrichstein – Walter Sell, Franz Csöngei, Willibald Stanek – Hans Tatzer, Josef Göbl, Lambert Neumayer.

## Další zápas reprezentace
Československo A –  Československo B 5:2 (2:2, 1:0, 2:0)
21. ledna 1934 – Praha

Branky Československa A: 1:0 2. Josef Maleček, 2:1 3. Karel Hromádka, 3:2 17. Josef Maleček, 4:2 44. Jiří Tožička, 5:2 49. Howard Grant.

Branky Československa B: 1:1 3. Zdeněk Jirotka, 2:2 5. František Pergl.

Rozhodčí: Jaroslav Řezáč (TCH)
ČSR A: Jan Peka - Zbyněk Petrs, Jaroslav Pušbauer - Jiří Tožička, Josef Maleček, Karel Hromádka - Tomáš Švihovec, Howard Grant, Václav Jedlička.
ČSR B: Antonín Houba - Jan Michálek, Alois Krause - Alois Cetkovský, Zdeněk Jirotka, Drahoš Jirotka - František Pergl, Antonín Sejk, Jaroslav Císař.